# Dương Văn Dan
Dương Văn Dan (ur. 20 grudnia 1937 w Long Xuyên) – południowowietnamski strzelec, olimpijczyk. 
Brał udział w Letnich Igrzyskach Olimpijskich 1968 (Meksyk). Startował w jednej konkurencji, w której zajął 57. miejsce. 

## Wyniki olimpijskie
| Igrzyska | Konkurencja            | Wynik                           | Miejsce    |
| -------- | ---------------------- | ------------------------------- | ---------- |
| IO 1968  | Pistolet dowolny, 50 m | 519 punktów (80-94-85-88-87-85) | 57 (na 69) |